# Schizoprymnus reflexus
Schizoprymnus reflexus är en stekelart som beskrevs av Papp 1991. Schizoprymnus reflexus ingår i släktet Schizoprymnus och familjen bracksteklar. Inga underarter finns listade i Catalogue of Life.